# Albert D. Schroeder
Albert D. Schroeder (1911, Saginaw (Michigan, Verenigde Staten) - 8 maart 2006) was (sinds 18 december 1974) een lid van het Besturend Lichaam van Jehova's getuigen, dat leiding geeft aan de wereldomvattende activiteiten van Jehova's getuigen.

## Biografie

### Vroege jaren
Schroeders oma was lid van de Bijbelonderzoekers en had veel invloed op hem. Naar eigen zeggen deed zij bij hem "het verlangen ontstaan de bijbel [sic] in zijn oorspronkelijke talen te bestuderen". Dit verlangen was klaarblijkelijk niet genoeg aangewakkerd om hem te bewegen Hebreeuws of Grieks te gaan studeren, want in 1929 begon hij aan een studie taal- en letterkunde, economie en techniek aan de Universiteit van Michigan, een studie die hij binnen één jaar afbrak. In de zomer van 1931 volgde hij een cursus landmeetkunde. Op 15 juni 1932 werd hij een colporteur ("pionier") en werd op 24 juli 1932 gedoopt.

### Fulltime dienst voor het Wachttorengenootschap
Op 13 september 1932 werd Schroeder lid van de orde van de "Bethelieten" in Brooklyn (New York). Op 3 juni 1934 werd hij gearresteerd en tot 10 dagen gevangenisstraf veroordeeld vanwege het illegaal venten.
Groot-Brittannië
Op 11 november 1937 werd Schroeder aangesteld als "landsopziener" over het werk van Jehova's getuigen in het Verenigd Koninkrijk. Hij werkte er samen met John E. Barr, die later met hem in het Besturend Lichaam diende. Zijn opdracht was aansporen tot verhoogde predikingsactiviteit (van-huis-tot-huis evangeliseren). In 1937 had het Verenigd Koninkrijk 4.375 Jehova's getuigen die hun van-huis-tot-huis activiteiten formeel rapporteerden aan het Wachttorengenootschap; dit aantal was in 1942 tot 12.436 toegenomen.
De oorlogsjaren
Toen de Verenigde Staten op 8 december 1941 aan de Tweede Wereldoorlog gingen deelnemen, verloor Schroeder zijn vrijstelling van Britse militaire dienst, ook al was hij Amerikaans staatsburger, maar hij bleef militaire dienst weigeren. Op 6 mei 1942 werd hem per brief gemeld dat hij tot persona non grata was verklaard en op 24 augustus 1942 werd hij het Verenigd Koninkrijk uitgezet.
Na aankomst op het hoofdbureau van het Wachttorengenootschap werd hij voorzitter van het comité dat de opdracht kreeg om de "Wachttoren-Bijbelschool Gilead" op te zetten. Deze ging van start op 1 februari 1943 op de "Koninkrijksboerderij" dicht bij South Lansing (New York). Na de oorlogsjaren werd hij administratief hoofd van Gilead.
Privéleven
In 1955 bezocht Schroeder een serie congressen in Europa. Hier ontmoette hij Charlotte Bowin (*1920) weer, die eerder de eerste klas van de Gileadschool had doorlopen. Zij had 12 jaar in Spaanstalige gebieden als zendeling gediend. In januari 1956 werd zij overgeplaatst naar "Bethel" en in augustus van dat jaar trouwde Schroeder met Bowin; anderhalf jaar later (in februari 1958) kregen zij een zoon: Judah Ben.
Nieuwe toewijzingen
In 1958 werden voorzieningen getroffen voor het opzetten van een nieuwe school genaamd: "Koninkrijksbedieningsschool". Op 9 maart 1959 begon de eerste klas, waar ook Schroeder les ging geven. Dit heeft hij tot 1974 gedaan.
Schroeder was lid van het vertaalcomité van een eigen vertaling van de Bijbel: de Nieuwewereldvertaling.
Besturend Lichaam
Op 18 december 1974 werd Schroeder lid van het Besturend Lichaam. In die hoedanigheid heeft hij verschillende bijkantoren bezocht als "zoneopziener", een  hooggeplaatste functionaris van het Wachttorengenootschap die de activiteiten in verschillende landen inspecteert, en lezingen op internationale congressen gegeven.
In februari 1980, toen hij samen met Karl Klein en Grant Suiter lid was van het "Voorzitterscomité", deed hij een opmerkelijk voorstel: al tientallen jaren was de leer van Jehova's getuigen dat "de generatie" die het uitbreken van de Eerste Wereldoorlog in 1914 had meegemaakt, niet zou uitsterven voordat Armageddon (volgens Jehova's getuigen de oorlog waarin God alle goddelozen zal vernietigen) zou uitbreken. Het voorstel dat het Voorzitterscomité deed, was dit moment van 1914 te verschuiven naar 1957, het jaar waarin de Russen de Spoetnik lanceerden. Deze interpretatie was gebaseerd op Matteüs 24:29: "Meteen na de verschrikkingen van die dagen zal de zon verduisterd worden en de maan geen licht meer geven, de sterren zullen uit de hemel vallen en de hemelse machten zullen wankelen." De "Tijd van het einde" zou nog altijd beginnen in 1914, maar "de generatie" zou pas gerekend worden vanaf 1957. Het voorstel haalde niet de benodigde meerderheid van stemmen om tot een wijziging te leiden in "de waarheid", het doctrinaire corpus van Jehova's getuigen.